# Чемпіонат світу з трекових велоперегонів 2015 — командна гонка переслідування (жінки)
Змагання в командній гонці переслідування серед жінок на Чемпіонаті світу з трекових велоперегонів 2015 відбулись 18–19 лютого.

## Результати

### Кваліфікація
Кваліфікація розпочалась о 14:45.
| Місце | Ім'я                                                                    | Країна          | Час      | Примітки |
| ----- | ----------------------------------------------------------------------- | --------------- | -------- | -------- |
| 1     | Аннетт Едмондсон Ешлі Анкудінов Емі Кюр Мелісса Госкінс                 | Австралія       | 4:18.135 | Q        |
| 2     | Кеті Арчибальд Лора Тротт Елінор Баркер Джоанна Роуселл                 | Велика Британія | 4:18.207 | Q        |
| 3     | Еллісон Беверидж Джасмін Глессер Кірсті Лей Стефані Рурда               | Канада          | 4:20.699 | Q        |
| 4     | Лорен Елліс Рашлі Бюкенен Джеймі Нільсен Джорджія Вільямс               | Нова Зеландія   | 4:25.406 | Q        |
| 5     | Хуан Дунянь Цзян Веньвень Цзін Ялі Чжао Баофан                          | Китай           | 4:27.645 | q        |
| 6     | Сара Гаммер Дженіфер Валенте Лорен Тамайо Рут Віндер                    | США             | 4:28.302 | q        |
| 7     | Шарлотта Беккер Стефані Поль Міке Крьогер Гудрун Шток                   | Німеччина       | 4:31.078 | q        |
| 8     | Сімона Фраппорті Беатріче Бартеллоні Татьяна Гудерцо Сільвія Вальсеккі  | Італія          | 4:32.198 | q        |
| 9     | Тамара Балаболіна Гульназ Бадикова Анастасія Чулкова Ірина Молічева     | Росія           | 4:32.875 |          |
| 10    | Катаржина Павловська Малґоржата Войтира Євгенія Буяк Наталія Рутковська | Польща          | 4:34.620 |          |
| 11    | Іна Савенко Ольга Антонова Поліна Пивоварова Марина Шмаянкова           | Білорусь        | 4:35.495 |          |
| 12    | Сакура Цукаґоші Мінамі Увано Канако Касе Йоко Кодзіма                   | Японія          | 4:35.929 |          |
| 13    | Марліс Мехіас Юдельміс Домінгес Йоанка Гонсалес Юмарі Гонсалес          | Куба            | 4:36.100 |          |
| 14    | Пан Яо Ян Цянью Люн Бо Їе Мен Чжао Цзюань                               | Гонконг         | 4:37.798 |          |
| 15    | Солін Ламболей Еліз Дельзенн Eugenie Duval Паскаль Желан                | Франція         | 4:37.808 |          |
| 16    | Керолайн Раян Лідія Бойлан Лорен Крімер Джосі Найт                      | Ірландія        | 4:40.388 |          |

### Перший раунд
Перший раунд відбувся о 16:00.
| Місце     | Ім'я                                                                   | Країна          | Час      |
| --------- | ---------------------------------------------------------------------- | --------------- | -------- |
| 1 проти 4 |                                                                        |                 |          |
| 1         | Аннетт Едмондсон Ешлі Анкудінов Емі Кюр Мелісса Госкінс                | Австралія       | 4:17.396 |
| 2         | Лорен Елліс Рашлі Бюкенен Джеймі Нільсен Джорджія Вільямс              | Нова Зеландія   | 4:22.947 |
| 2 проти 3 |                                                                        |                 |          |
| 1         | Кеті Арчибальд Лора Тротт Елінор Баркер Джоанна Роуселл                | Велика Британія | 4:16.975 |
| 2         | Еллісон Беверидж Джасмін Глессер Кірсті Лей Стефані Рурда              | Канада          | 4:17.795 |
| 5 проти 8 |                                                                        |                 |          |
| 1         | Хуан Дунянь Цзян Веньвень Цзін Ялі Чжао Баофан                         | Китай           | 4:24.260 |
| 2         | Сімона Фраппорті Беатріче Бартеллоні Татьяна Гудерцо Сільвія Вальсеккі | Італія          | 4:28.924 |
| 6 проти 7 |                                                                        |                 |          |
| 1         | Сара Гаммер Дженіфер Валенте Лорен Тамайо Рут Віндер                   | США             | 4:24.136 |
| 2         | Шарлотта Беккер Стефані Поль Міке Крьогер Гудрун Шток                  | Німеччина       | 4:29.914 |

### Фінали
Фінали розпочались о 20:20.
| Місце                    | Ім'я                                                                   | Країна          | Час      |
| ------------------------ | ---------------------------------------------------------------------- | --------------- | -------- |
| Заїзд за золоту медаль   |                                                                        |                 |          |
| 1                        | Аннетт Едмондсон Ешлі Анкудінов Емі Кюр Мелісса Госкінс                | Австралія       | 4:13.683 |
| 2                        | Кеті Арчибальд Лора Тротт Елінор Баркер Джоанна Роуселл                | Велика Британія | 4:16.606 |
| Заїзд за бронзову медаль |                                                                        |                 |          |
| 3                        | Еллісон Беверидж Джасмін Глессер Кірсті Лей Стефані Рурда              | Канада          | 4:17.824 |
| 4                        | Лорен Елліс Рашлі Бюкенен Джеймі Нільсен Джорджія Вільямс              | Нова Зеландія   | 4:22.673 |
| Заїзд за п'яте місце     |                                                                        |                 |          |
| 5                        | Сара Гаммер Дженіфер Валенте Лорен Тамайо Рут Віндер                   | США             | 4:25.644 |
| 6                        | Хуан Дунянь Цзян Веньвень Цзін Ялі Чжао Баофан                         | Китай           | 4:28.548 |
| Заїзд за сьоме місце     |                                                                        |                 |          |
| 7                        | Шарлотта Беккер Стефані Поль Міке Крьогер Гудрун Шток                  | Німеччина       | 4:30.026 |
| 8                        | Сімона Фраппорті Беатріче Бартеллоні Татьяна Гудерцо Сільвія Вальсеккі | Італія          | 4:31.431 |